# Tadeu Roriz
Tadeu Roriz de Araújo (Goiânia, 10 de dezembro de 1952) é um administrador, empresário e político brasileiro. Integrou a Câmara Legislativa do Distrito Federal em sua primeira legislatura, de 1991 a 1995.
Graduado em administração de empresas, Roriz foi presidente da Federação Metropolitana de Futebol. Na política, foi vice-presidente do Partido Social Cristão (PSC) e pelo partido concorreu ao legislativo distrital na eleição de 1990, sendo eleito com 3.624 votos. No parlamento, foi vice-presidente da casa e presidiu a Comissão de
Constituição e Justiça.
Roriz concorreu novamente a um assento na Câmara Legislativa nas eleições de 1998 e 2002. Não obteve êxito em ambas as candidaturas, alcançando 2.062 votos na primeira e 1.153 na segunda.
Durante a eleição de 2010, Roriz declarou apoio ao petista Agnelo Queiroz, em desfavor de seu primo Joaquim Roriz. Ao referir-se a Joaquim, afirmou: "A trajetória política dele me prejudicou. Ele sempre me preteriu." Queiroz foi eleito governador e Roriz integrou seu governo.